# Лафит (вино)

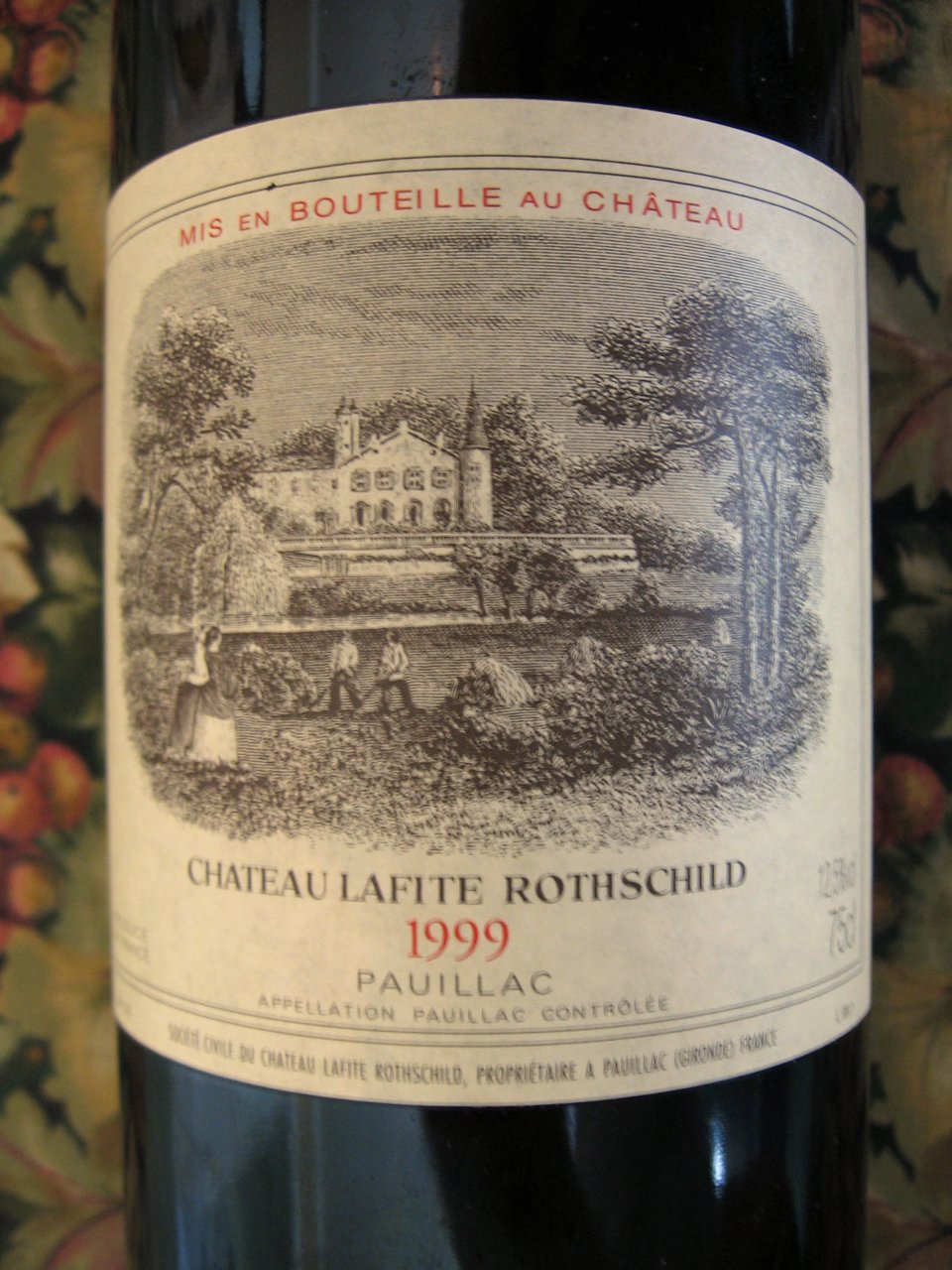
Бутылка лафита

Лафи́т (точнее, Шато Лафит, фр. Chateau «Lafite-Rothschild») — французское красное вино бордоского типа из округа Медок, получившее распространение в России в последней трети XIX века как один из основных видов импортного вина.
Как и другие красные вина, лафит подавался в подогретом виде к главному мясному блюду.
Виноградники Лафит в 1868 г. были куплены Ротшильдами, обусловившими свой заем царскому правительству обязанностью России импортировать лафит, причем в довольно значительных количествах. Это обстоятельство способствовало тому, что слово «лафит» через прессу и главным образом через виноторговую сеть стало известно в самых широких народных кругах и в конце концов превратилось в синоним всякого заграничного дорогого вина.
От имени «Лафит» происходят названия лафитной рюмки или лафитника, то есть рюмки с удлиненным туловом цилиндрической или слабоконической формы емкостью 125—150 мл, применяемой для столовых вин, лафитный стакан — стаканчик такой же вместимости.

## Винодельческое хозяйство
Château Lafite-Rothschild (рус. Шато Лафит, Шато Лафит-Ротшильд) — французское винодельческое хозяйство, расположенное в коммуне Пойяк (Pauillac), округа Медок (Medoc), региона Бордо (Bordeaux). Согласно классификации вин Бордо 1855 года, относится к категории Первых Гран Крю (Premier Grand Cru Classe), то есть высшей категории в классификации. Входит в пятерку лучших производителей Бордо вместе с Château Mouton-Rothschild (Шато Мутон-Ротшильд), Château Margaux (Шато Марго), Château Latour (Шато Латур) и Château Haut-Brion (Шато О-Брион).
Производит два красных вина с собственных виноградников: Château Lafite-Rothschild и Carruades de Lafite («второе» вино хозяйства). Принадлежит винодельческому холдингу семьи Ротшильдов (Rothschild) Domaines Barons de Rothschild (Хозяйства Барона Ротшильда).